# テルモプロテウス目
テルモプロテウス目（-もく、Thermoproteales、サーモプロテアス目）は、テルモプロテウス綱に属すクレン古細菌の目である。多くが長径2-10μ程の棒状の外観を持つ桿菌で、高温を好み、硫黄が豊富な陸性熱水系を中心に生息する。
増殖温度はおおむね70-104°C、中性か弱い酸性環境を好む。主な分離源は硫黄泉や熱水噴出孔であり、この他地熱発電所、鉱山からも単離されたことがある。大半が嫌気条件で硫黄を還元して水素や有機物を代謝することで増殖するが、一部の種、例えばPyrobaculum aerophilumの様に硝酸塩や酸素を利用する種も知られている。
一般的に好熱クレンアーキオータはヒストンを持たないが、テルモプロテウス目については全ゲノムが解読されている4属のうち、3属からヒストンと相同性のある遺伝子が見つかっている。この他、一般的なクレンアーキオータとの違いでは、細胞分裂時に単純な二分裂ではなく、出芽を起こす点が独特である。細胞分裂に関与する遺伝子は今のところ特定されておらず、殆どの原核生物の分裂に必須であるFtsZやMin、テルモプロテウス目以外のクレンアーキオータやタウムアーキオータが細胞分裂に使用するESCRT何れの遺伝子も発見されていない。一方でアクチン様たんぱく質の存在が確認されており、細胞分裂に関与すると予想されている。

## 下位分類
テルモプロテウス科
- Thermoproteus - Caldivirga - Pyrobaculum - Thermocladium - Vulcanisaeta

テルモフィルム科
- Thermofilum